# Radionavigație
Radionavigația reprezintă utilizarea undelor radioelectrice în navigație pentru determinarea poziției navelor sau avioanelor și acordarea asistenței pentru menținerea unui traseu corect în orice condiții de vizibilitate.